# Выборы губернатора Калининградской области (2022)
Выборы губернатора Калининградской области состоялись в Калининградской области 11 сентября 2022 года в единый день голосования.

## Предшествующие события
Предыдущие выборы губернатора Калининградской области прошли в 2017 году. На них победил Антон Алиханов, временно исполнявший обязанности губернатора региона с 2016 года по назначению президента РФ в связи с досрочной отставкой предыдущего врио губернатора области Евгения Зиничева.
В октябре 2019 года действующий губернатор области Антон Алиханов ещё заявил о своём намерении участвовать в выборах в 2022 году.

## Выдвижение и регистрации кандидатов
В Калининградской области кандидаты выдвигаются только политическими партиями, имеющими право участвовать в выборах, или их региональными отделениями.
Каждый кандидат при регистрации должен представить список из трёх человек, один из которых, в случае избрания кандидата, станет представителем правительства региона в Совете Федерации.

### Муниципальный фильтр
В Калининградской области кандидаты должны собрать подписи 8 % муниципальных депутатов и глав муниципальных образований. Среди них должны быть подписи депутатов районных и городских советов и (или) глав районов и городских округов в количестве 8 % от их общего числа. При этом подписи нужно получить не менее чем в трёх четвертях районов и городских округов. По расчёту избиркома, каждый кандидат должен собрать от 37 до 39 подписей депутатов всех уровней и глав муниципальных образований, из которых от 30 до 32 — депутатов райсоветов и советов городских округов и глав районов и городских округов не менее чем 17 районов и городских округов области.

## Кандидаты
Своих кандидатов выдвинули 6 партий. Все они прошли муниципальный фильтр и были зарегистрированы. 14 июля избирательная комиссия зарегистрировала Антона Алиханова от «Единой России» и Евгения Мишина от ЛДПР, 19 июля — Владимира Вуколова от «Партии пенсионеров за социальную справедливость», Юрия Шитикова от «Справедливой России — Патриотов — За Правду» и Владимира Султанова от «Коммунистов России», 22 июля — Максима Буланова от КПРФ.
| Кандидат              | Возраст              | Должность (на момент выдвижения)                                                                | Субъект выдвижения                                           | Статус          | Кандидаты в Совет Федерации |
| --------------------- | -------------------- | ----------------------------------------------------------------------------------------------- | ------------------------------------------------------------ | --------------- | --- |
| Антон Алиханов 80,21% | 38 лет (17.09.1986)  | губернатор Калининградской области                                                              | «Единая Россия»                                              | зарегистрирован | Олег Ткач, член Совета Федерации Олег Урбанюк, председатель регионального отделения «ДОСААФ» Александр Шендерюк-Жидков, директор ООО УК «Содружество»                                             |
| Максим Буланов        | 39 лет (14.05.1986)  | депутат заксобрания Калининградской области                                                     | «КПРФ»                                                       | зарегистрирован | |
| Владимир Вуколов      | 71 год (11.09.1953)  | пенсионер                                                                                       | «Российская партия пенсионеров за социальную справедливость» | зарегистрирован | |
| Евгений Мишин         | 41 год (4.06.1984)   | депутат заксобрания Калининградской области                                                     | «ЛДПР»                                                       | зарегистрирован | Семён Курбатов, помощник депутата Госдумы 8 созыва Я. Е. Нилова, Андрей Лыжов, депутат заксобрания Калининградской области 7 созыва Сергей Кондратов, руководитель отдела продаж ООО «Пол Маркет» |
| Владимир Султанов     | 58 лет (1.10.1966)   | первый секретарь комитета областного отделения партии «Коммунисты России»                       | «Коммунисты России»                                          | зарегистрирован | |
| Юрий Шитиков          | 64 года (17.01.1961) | депутат заксобрания Калининградской области, адвокат калининградской коллегии адвокатов «Модус» | «Справедливая Россия — За Правду»                            | зарегистрирован | |